# Palazzo Vescovile (Prato)
Il palazzo Vescovile di Prato si trova in piazza del Duomo. Antica residenza dei proposti della pieve è ancora oggi residenza del Vescovo di Prato.

## Storia

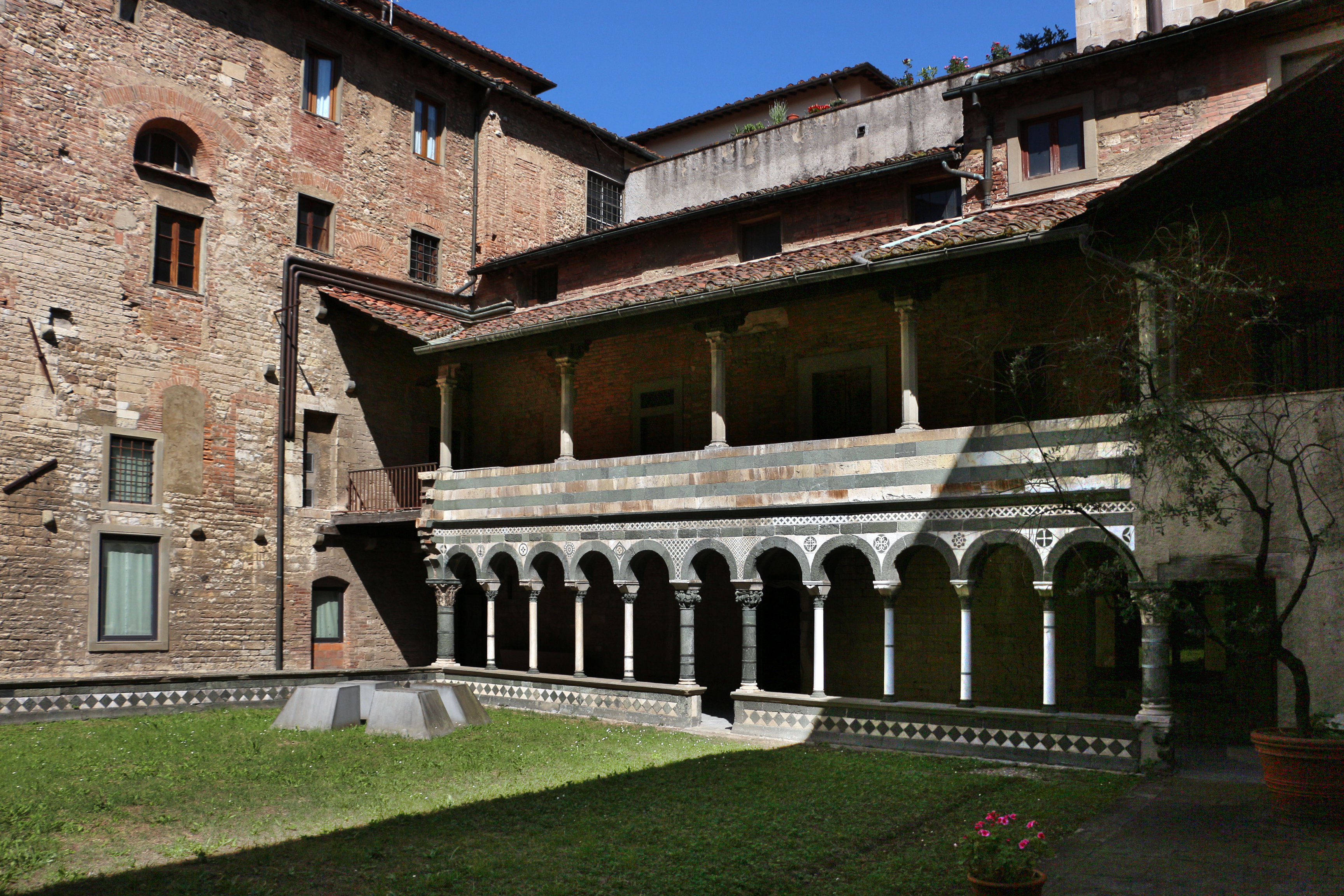
Chiostro romanico interno al palazzo

### Le origini
La storia del sottosuolo del Palazzo Vescovile di Prato inizia con la formazione di uno strato agricolo nel quale sono stati trovati reperti che coprono un arco di tempo compreso fra la fine del IV - inizio del III secolo a.C. e il VI secolo d.C. Tra questi si può individuare un piccolo grupo appartenente al periodo etrusco ellenistico (IV-III secolo a.C.), poi un gruppo riferibile al periodo romano imperiale (I-V secolo d.C.) e, infine, uno di epoca tardoantica (VI secolo d.C.). I materiali riferibili al VI secolo provengono, con grande probabilità, proprio da quel primo nucleo abitativo della "plebs" cristiana, raccolto intorno al luogo di culto dove era venerato Santo Stefano. I secoli successivi all'invasione dei Longobardi (dalla fine del VI alla seconda metà del IX secolo) non hanno lasciato tracce di vita nell'area degli scavi. E solo dopo questo salto cronologico, quando intorno alla pieve di Santo Stefano pulsava ormai vigorosamente la vita nell'agglomerato insediativo del "locus Cornius", nella zona dell'attuale sottosuolo del Palazzo Vescovile, intorno all'anno 885, veniva seppellita un'anziana donna. È una sepoltura strana, che si trova solitaria, abbastanza lontana dalla chiesa e fuori da un contesto cimiteriale. Poco dopo l'episodio della sepoltura, nel periodo a cavallo tra il primo ed il secondo millennio d.C., la zona in questione comincia ad essere intensamente frequentata. Non si tratta di un'area con funzione abitativa ma, come testimoniano i resti dei tre forni e di una piccola capanna, faceva forse parte di qualche cantiere lavorativo relativo alla vicina pieve e alla sede dei canonici. Nello stesso periodo, nella zona che si trova davanti all'odierno Museo dell'Opera del Duomo e anche nell'area adiacente all'ingresso del Palazzo Vescovile, passava probabilmente un tracciato viario, come testimoniano rinvenimenti di resti di acciottolato. Nei secoli centrali del Medioevo l'arca indagava diventa una "zona di confine" rispetto al vivace Borgo al Cornio (ospitando probabilmente primitive strutture difensive costituite da un terrapieno e un fossato') e successivamente al "castrum", le cui solide mura vengono costruite in questo tratto verso la metà del XII secolo. Le mura dovevano riprendere il percorso delle vecchie fortificazioni, identificabili con gli accumuli artificiali di argilla e ghiaia rinvenuti durante lo scavo. I secoli finali del Medioevo vedono in questo spazio il susseguirsi di vari lavori e trasformazioni edili, a cominciare dalla costruzione del muro del chiostro dei canonici, sul finire del secolo XII. Alla fine del XIV secolo lo spazio presso le vecchie mura torna di nuovo a svolgere un molo di utilità economica, accogliendo alcune vasche in cocciopesto. Infine, nel secolo XVI, l'area viene trasformata nel monumentale atrio dell'attuale palazzo.

### Il palazzo

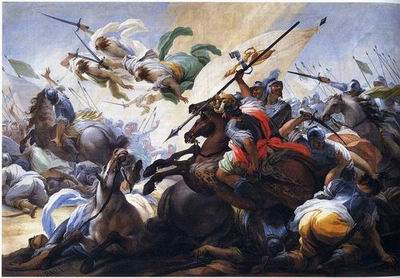
Storie di San Pio V

Il nucleo più antico dell'attuale palazzo è quello che prospetta sul chiostro romanico, ora inserito nel percorso del Museo dell’Opera del Duomo. La domus nova dei canonici era stata costruita nel primo ventennio del Duecento, appoggiandola alle mura cittadine. Numerosi interventi di ristrutturazione e ampliamento si sono succeduti nei secoli
La facciata è caratterizzata da un portale bugnato, sovrastato dallo stemma in pietra del cardinale Carlo de’ Medici, ultimo proposto pratese, dal 1619 al 1653, prima della creazione della Diocesi.
Edificato in più tempi e ristrutturato nell'Ottocento, il nucleo più antico è quello che prospetta sul chiostro romanico, conserva all'interno un vasto salone cinquecentesco ornato da grandi tele con Storie di san Pio V, del 1712 (di Ranieri del Pace, Ottaviano Dandini, Niccolò Lapi), e una cappellina ornata da affreschi tardo cinquecenteschi dedicati, come la piacevole pala di Domenico Frilli Croci (1608), a miracoli legati alla Sacra Cintola.
Dal 1967 il palazzo ospita al piano terra il museo dell’Opera del Duomo; al primo piano l’appartamento vescovile, il salone vescovile e la «sala rossa», adibita alle riunioni dei consigli.
Al secondo piano si trova la Curia diocesana.

## Galleria d'immagini

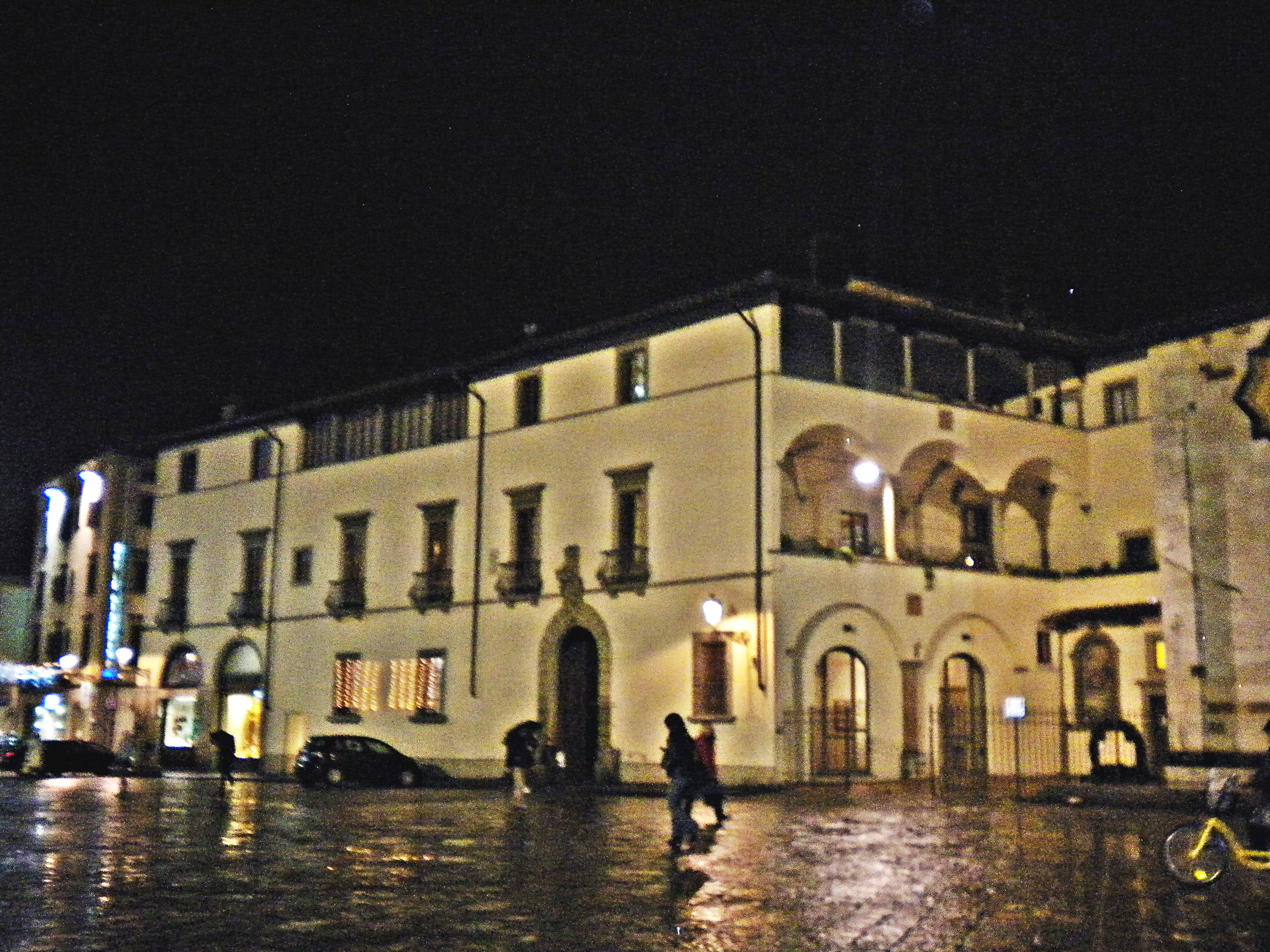
Veduta notturna d'insieme
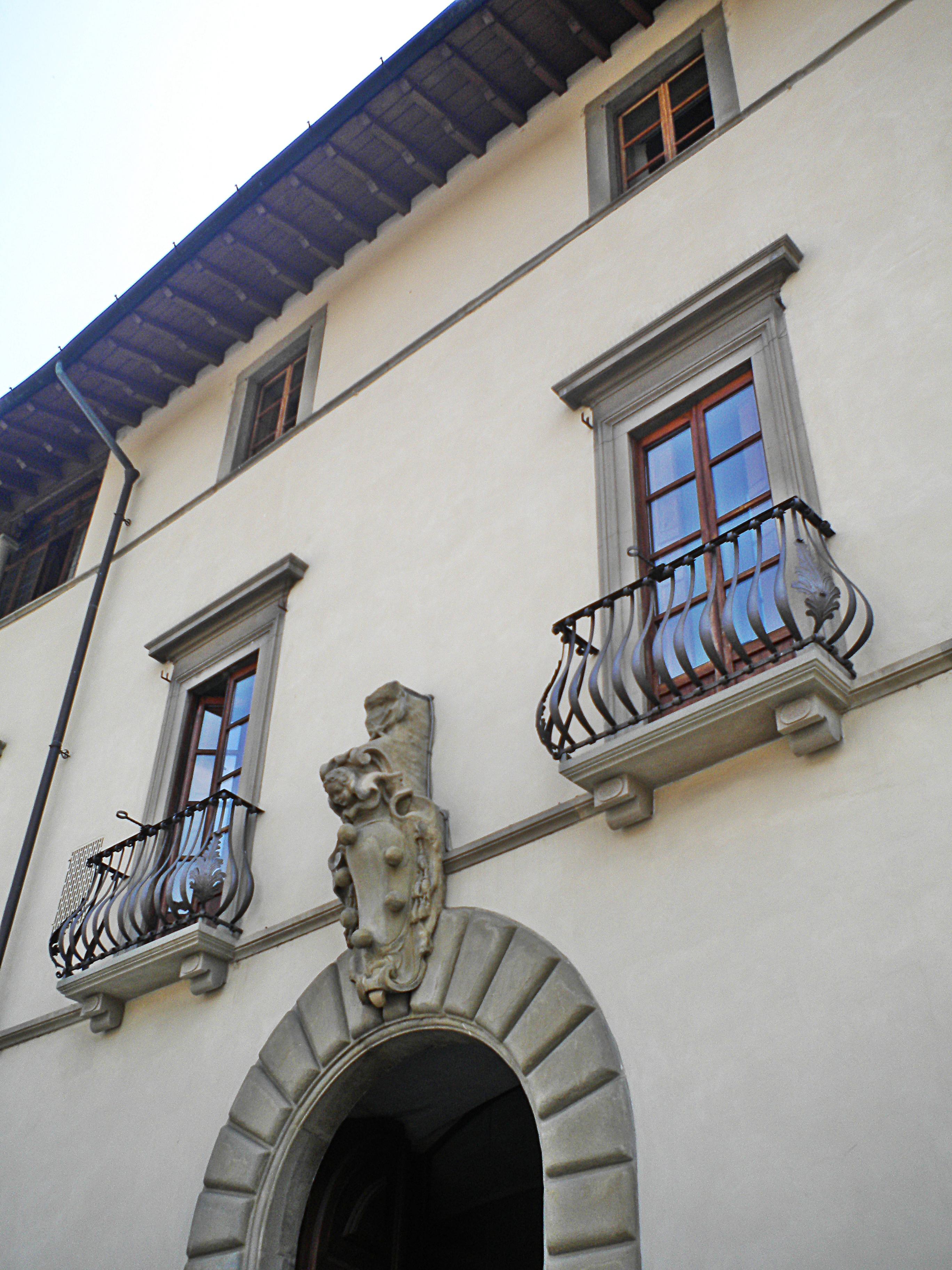
Particolare della facciata
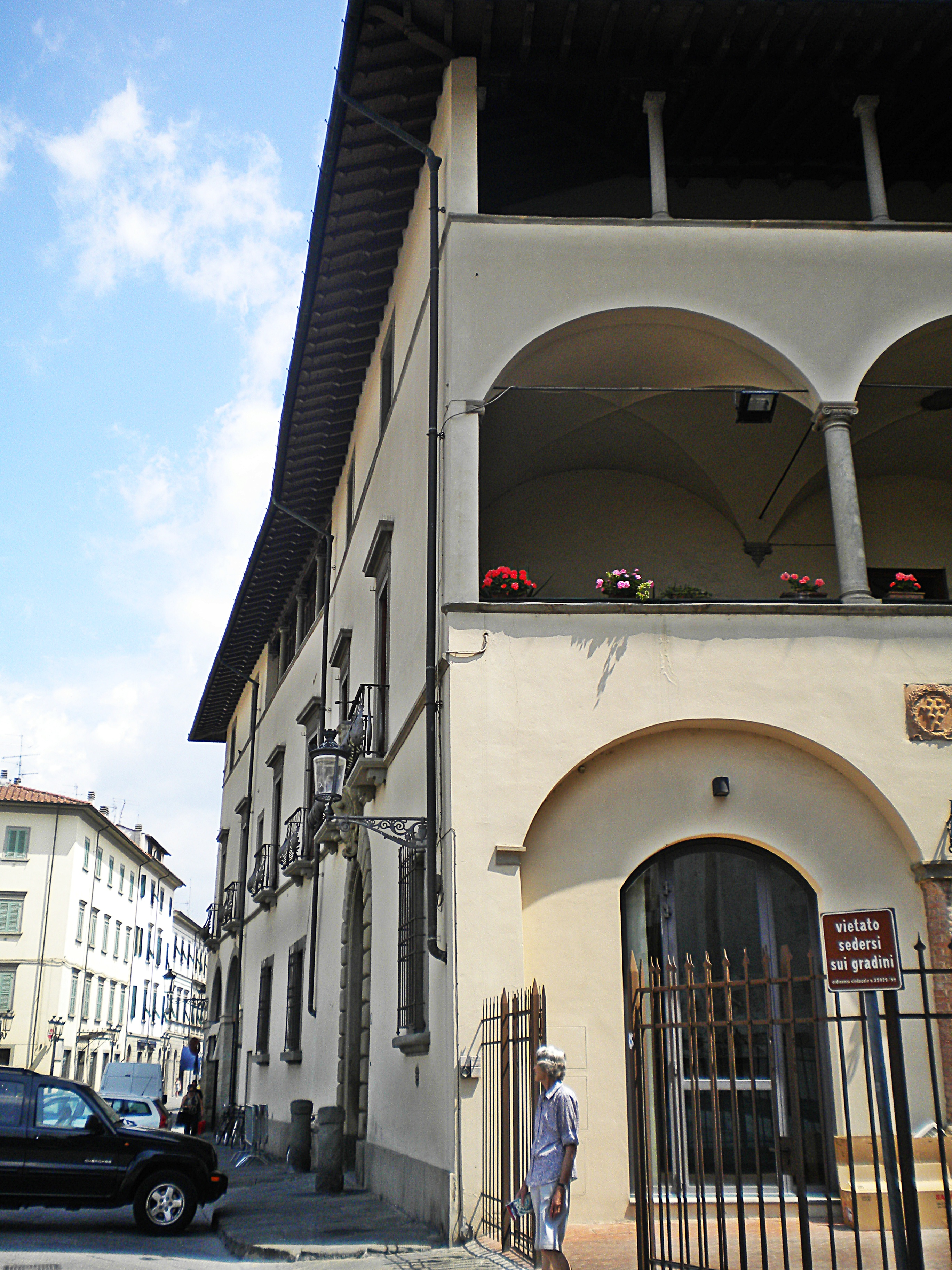
Veduta laterale
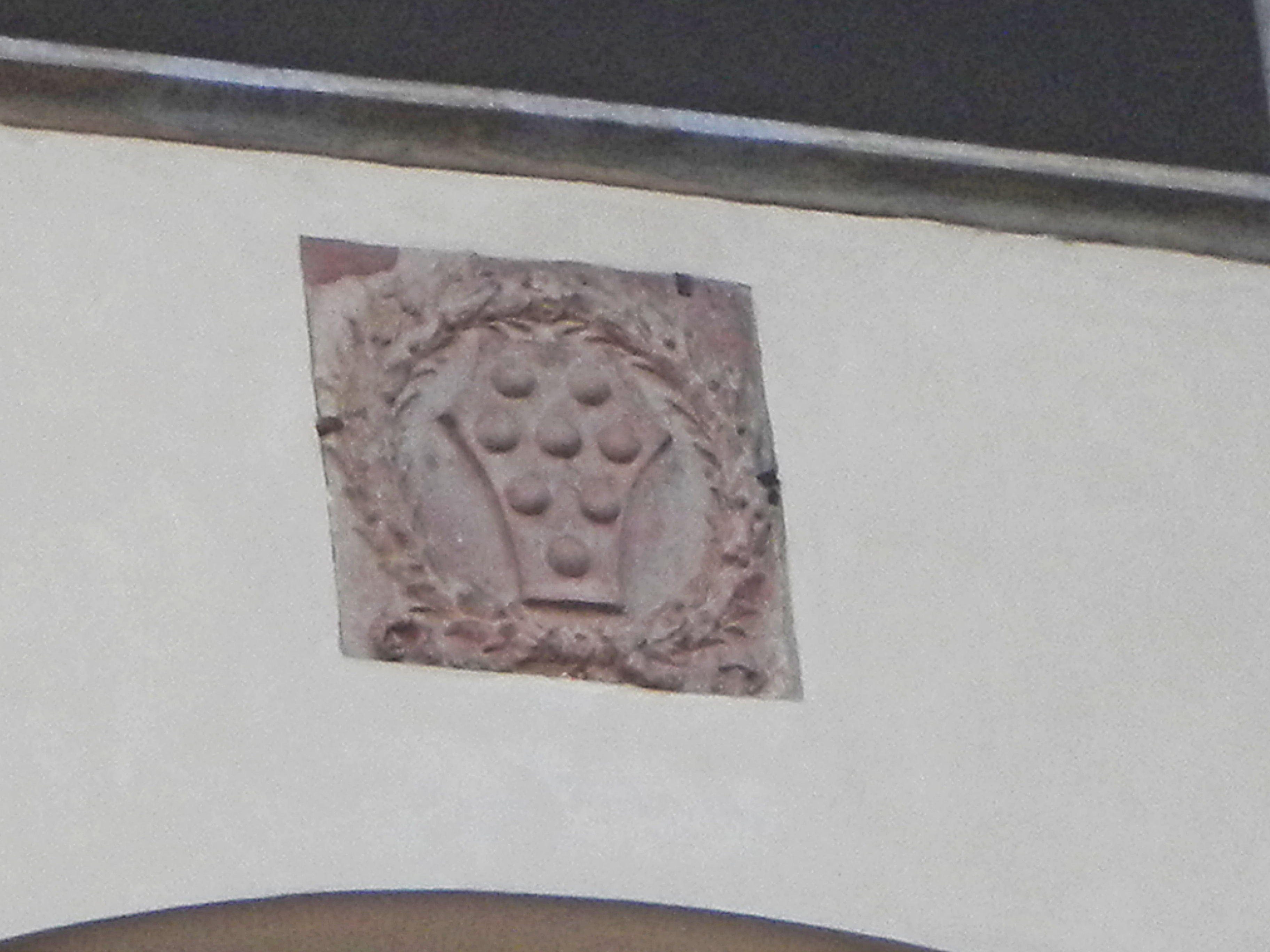
Stemma Mediceo
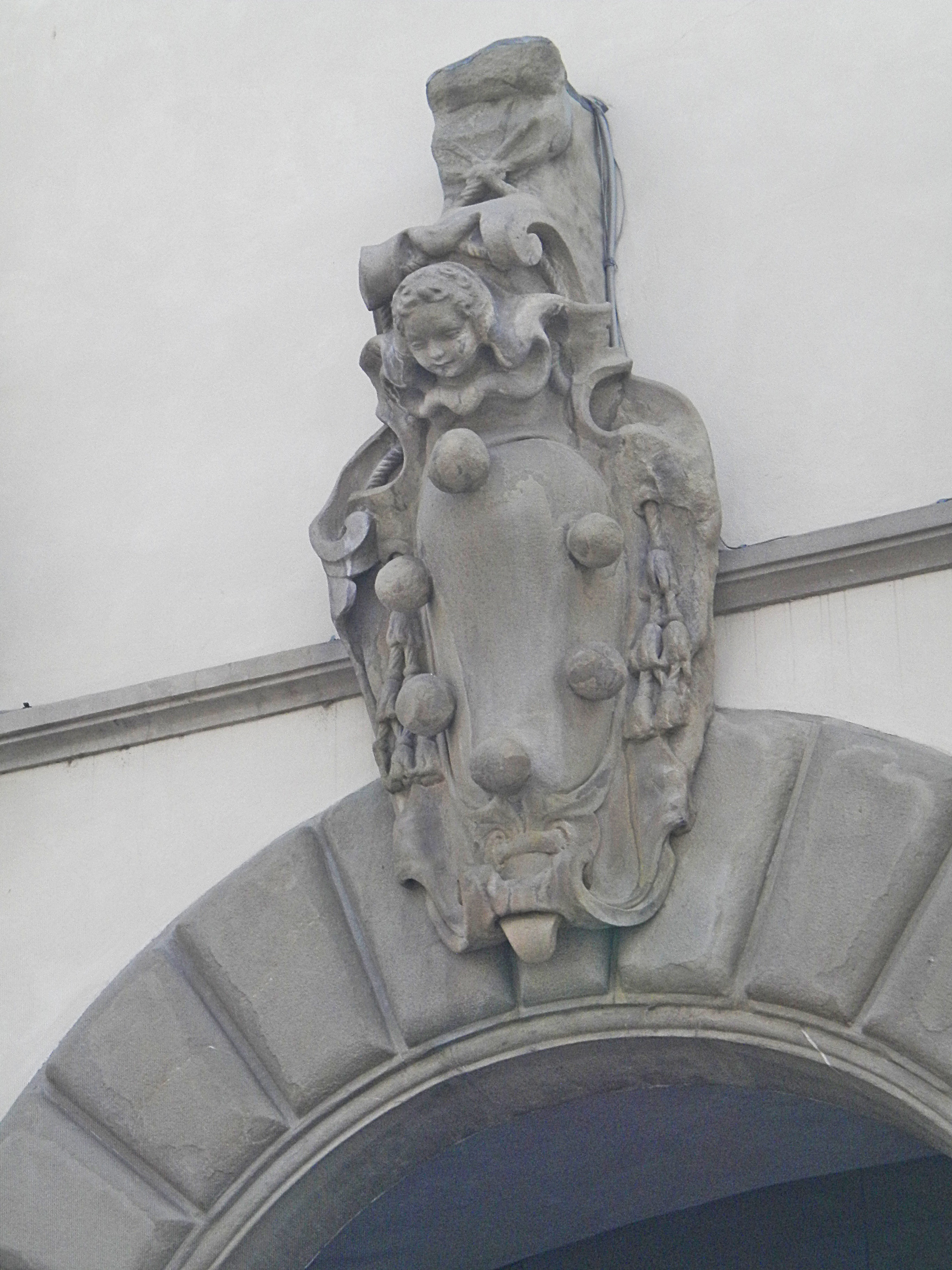
Stemma Mediceo

## Vescovi di Prato residenti

Stemma del Vescovo Giovanni Nerbini

Per tre secoli, dal 1653, la Diocesi pratese è rimasta unita a quella di Pistoia proprio nella figura del Vescovo. Il 25 Gennaio 1954 il Papa Pio XII separò la Diocesi di Prato da quella di Pistoia. Così iniziò la nuova serie dei Vescovi di Prato stabilmente residenti nel Palazzo Vescovile.
Pietro Fiordelli, dal 1954 al 1991
Gastone Simoni, dal 1992 al 2012
Franco Agostinelli, dal 2012 al 2019
Giovanni Nerbini, dal 2019